# Summoning
Summoning (anglický termín pro vyvolávání duchů) je rakouská black metalová kapela, která byla založen ve Vídni v roce 1993. Častým námětem textů je svět J. R. R. Tolkiena a mytologie. Skupina nevystupuje živě a má dva členy, Sileniuse (vlastním jménem Michael Gregor) a Protectora (Richard Lederer). Oba zpívají a hrají na klávesy, Silenius kromě toho hraje i na kytaru a Protector na baskytaru. Původně byla skupina čtyřčlenná, ale od roku 1995 je pouze dvoučlenná.

## Diskografie
Demo / promo nahrávky
- Upon the Viking Stallion (1993)
- Anno Mortui Domini (1994)
- Lugburz - Demo 94 (1994)
- Minas Morgul (1994)

Studiová alba
- Lugburz (1995)
- Minas Morgul (1995) – na obal alba byla použita malba autora Marka Harrisona The Call of the Sword původně vytvořená k ilustraci stejnojmenného fantasy románu z roku 1988 ze série The Chronicles of Hawklan britského spisovatele Rogera Taylora.[4][5]
- Dol Guldur (1996)
- Stronghold (1999)
- Let Mortal Heroes Sing Your Fame (2001)
- Oath Bound (2006)
- Old Mornings Dawn (2013)
- With Doom We Come (2018)

EP
- Nightshade Forests (1997)
- Lost Tales (2003)

Singly
- With Doom I Come (2017)

Box sety
- Sounds of Middle-Earth (2007)

Various Artists kompilace
- Creation of the Dark Age (1994) – MC kompilace rakouských kapel s podobnou hudební orientací: Summoning, Abigor, Pazuzu, Cromm[3]
- With Us Or Against Us (1995) – CD kompilace firmy Napalm Records s kapelami Unpure, Abigor, Nåstrond, Korova, Summoning, Setherial a Belmez

Split nahrávky
- The Urilia Text (1994) – split demo na audiokazetě s rakouskou kapelou Pazuzu[3]